# Jutta Rall-Niu
Jutta Rall-Niu (* 29. März 1929; † 10. April 2006) war eine deutsche Sinologin.

## Leben
Nach der Promotion zum Dr. med. in Hamburg am 30. Juli 1954 und zur Dr. phil. 1960 ebenda und der Habilitation 1968 war sie von 1968 bis 1971 Privatdozentin für Sinologie und von 1971 bis 1994 Professorin für Sinologie.

## Schriften (Auswahl)
- Über die seröse Entzündung. Mit 2 Textabbildungen. Hamburg 1954, OCLC 831093991.
- Über das Ch'ao Shih Chu Ping Yüan Hou Lun. „Abhandlungen über die Ätiologie und Symptomatologie sämtlicher Krankheiten“, ein Werk der chinesischen Medizin aus dem 7. Jahrhundert. Hamburg 1962, OCLC 831093988.
- Die vier großen Medizinschulen der Mongolenzeit. Stand und Entwicklung der chinesischen Medizin in der Chin- und Yüan-Zeit. Wiesbaden 1970, OCLC 463022696.